# Mały Samosz
Mały Samosz (rum. Someșul Mic, węg. Kis-Szamos) – rzeka w północnej Rumunii, wraz z Wielkim Samoszem tworzy Samosz – lewy dopływ Cisy w zlewisku Morza Czarnego. Długość – 178 km, powierzchnia zlewni – 3773 km². 
Mały Samosz powstaje z połączenia rzek Someșul Cald i Someșul Rece koło wsi Gilău na północnym skraju Masywu Biharu. Płynie na wschód i przecina miasto Kluż, po czym wypływa na Równinę Transylwańską i skręca na północ. Przepływa przez miasto Gherla i w mieście Dej łączy się z Wielkim Samoszem. 
Największe dopływy Małego Samoszu to Gădălin, Fizeș (prawe), Nădaș i Borșa (lewe). 